# Stefano Poda
Stefano Poda (* 1973 in Trient) ist ein italienischer Opernregisseur.

## Werk
Um die ästhetische Einheit seiner Arbeiten für das Musiktheater zu gewährleisten, zeichnet der Italiener Stefano Poda stets für die Inszenierung, Bühne, Kostüme, Licht und auch Choreographie verantwortlich, was seinen Inszenierungen ein ganz eigenes, gesamtkünstlerisches Gepräge verleiht. Unter den über hundert Opernproduktionen fungieren auch Umsetzungen von Oratorien und Messevertonungen in Europa und Amerika. Seine Arbeiten wurden in Museumsausstellungen und Fachmagazinen dokumentiert. Einige seiner Inszenierungen wurden auch auf DVD veröffentlicht: Thaïs aus dem Teatro Regio in Turin (Arthaus), Falstaff aus der Opéra Royal de Liège (Dynamic), Tomaso Albinonis Il concilio de’ pianeti und Verdis La forza del destino aus dem Teatro Regio in Parma (Unitel). Hervorzuheben sind neben Werken von Donizetti (Lucia di Lammermoor, Anna Bolena), Mozart (Don Giovanni, Le nozze di Figaro, Così fan tutte, Die Zauberflöte), Puccini (Madama Butterfly, Tosca), Verdi (Nabucco, La traviata, Rigoletto, Aida, Don Carlo) auch Orfeo ed Euridice, Samson et Dalila, Faust, Carmen, Mefistofele, Hindemiths Hin und zurück und Ravels L’Heure espagnole. Am Teatro Regio in Turin brachte er Alessandro Solbiatis Leggenda zur Uraufführung. Jüngst entstanden Il trittico am Teatro Colon in Buenos Aires, Maria Stuarda (Oper Graz und Bilbao), Il trovatore als Freilichtproduktion im Odeon des Herodes Atticus in Athen (Festivaleröffnung 2012) sowie Attila bei den St. Galler Festspielen 2013.  Als Eröffnungsveranstaltung der 77. Festspiele vom Maggio Musicale Fiorentino 2014 inszenierte Stefano Poda  die Neuproduktion Tristan und Isolde von Richard Wagner unter der musikalischen Leitung von Zubin Mehta.
Seine Inszenierung von Gounods Faust am Teatro Regio di Torino 2015 in Koproduktion mit der Israeli Opera Tel Aviv und der Opéra Lausanne lief weltweit in den Kinos (DVD Unitel) ebenso wie 2018 Turandot (DVD Unitel) und 2008 Thaïs (DVD Arthaus); letztere wurde zudem vom BBC Music Magazine 2012 zu einer von 20 wegweisenden Operninszenierungen der vergangenen 20 Jahre gekürt. 2019 wurde Stefano Poda für Ariane et Barbe-Bleue von Paul Dukas am Théâtre du Capitole de Toulouse in der Kategorie »Best opera production« mit dem »Prix Claude-Rostand de la Critique Française 2019« ausgezeichnet und zudem als Ehrengast auf die PQ Prague Quadrennial 2019, die weltgrößte Ausstellung für Bühnen- und Performance-Design, eingeladen.

## Opernproduktionen
- La traviata von Giuseppe Verdi (1994)
- Don Giovanni von Wolfgang Amadeus Mozart (1995, mit fünfzehn Wiederaufnahmen in verschiedenen Theatern in Europa, Mittel- und Südamerika bis 2006, davon drei mit Übertragungen des Spanischen Fernsehens; mit neuer Ausstattung 2009 in Bulgarien; Wiederaufnahme 2010 für das Palm Beach Opera Festival)
- Così fan tutte von Mozart (1995 in Santander; 2010 in Mahon mit Barbara Frittoli)
- Nabucco von Verdi (zur Saisoneröffnung 1995 im Teatro Nacional de São Carlos in Lissabon mit einer Übertragung im Rádio e Televisão de Portugal)
- Die Zauberflöte von Mozart (1996, mit sieben Inszenierungen in Europa und Südamerika, übertragen im Fernsehen Spaniens, Montevideos und Rede Globo in Brasilien)
- Anna Bolena von Gaetano Donizetti (1997, übertragen im TV in Barcelona 1998 und in Oviedo 2000)
- Falstaff von Verdi (1998, mit Aufnahme durch das Spanische Fernsehen, sodann 2007 und 2008; danach mit neuer Ausstattung 2009 in Jerez de la Frontera und in der Opéra Royal de Wallonie)
- Aida von Verdi in vier verschiedenen Ausstattungen: zwei Mal 1998 in Spanien, 2001 zur Neueröffnung des Theaters des Servicio Oficial de Difusión Radio Eléctrica in Montevideo; 2005 open air mit 1200 Personen auf der Bühne.
- Madama Butterfly von Giacomo Puccini (1998 und 2002)
- La serva padrona von Giovanni Battista Pergolesi (1998)
- Samson et Dalila von Camille Saint-Saëns (1999 mit Dolora Zajick)
- Maria Stuarda von Donizetti (1999 sowie 2012 in Graz, Wiederaufnahme 2013 in Bilbao)
- Macbeth von Verdi (2001 doppelt, davon eine im Freien)
- La forza del destino von Verdi (2003)
- Il trovatore von Verdi (2004)
- Orfeo ed Euridice von Christoph Willibald Gluck (2000)
- The Medium von Gian Carlo Menotti (2000)
- Mefistofele von Arrigo Boito (2001)
- Faust von Charles Gounod (2003 und 2008)
- Le nozze di Figaro von Mozart (2007)
- Médée von Luigi Cherubini (2008)
- Carmen von Georges Bizet (2008)
- Thaïs von Jules Massenet (2008, im Teatro Regio di Torino)
- Il concilio de’ pianeti von Tomaso Albinoni (2009, im Palazzo della Ragione in Padua)
- Hin und zurück von Paul Hindemith und L’Heure espagnole von Maurice Ravel als Saisoneröffnung im Teatro delle Muse in Ancona (2010)
- Rigoletto von Verdi im Teatro Verdi in Padua 2010
- La forza del destino von Verdi als Saisoneröffnung 2011 im Teatro Regio di Parma
- Il trittico von Puccini, 2011 im Teatro Colón in Buenos Aires
- Leggenda von Alessandro Solbiati, als Uraufführung im Teatro Regio di Torino, September 2011
- Lucia di Lammermoor von Donizetti für das Teatro Verdi di Padova, Oktober 2011
- Tosca von Puccini im Stadttheater Klagenfurt
- Il trovatore von Verdi im Odeon des Herodes Atticus, 2012
- Nabucco von Verdi für die Fondazione lirica G. Verdi in Triest und das Teatro Verdi di Padova.
- Attila von Verdi für die St. Galler Festspiele 2013[4]
- Don Carlos von Verdi für das Theater Erfurt, 2013
- Tristan und Isolde von Richard Wagner als Eröffnung des 77. Maggio Musicale Fiorentino, mit der musikalischen Leitung von Zubin Mehta
- Andrea Chénier von Umberto Giordano bei der Korea National Opera, 2015
- Faust von Charles Gounod, für das Teatro Regio di Torino, 2015 – auch 2017 in Tel Aviv, 2019 in Lüttich und 2022 beim Teatro Colón in Buenos Aires
- Otello von Verdi, für die Ungarische Staatsoper, 2015
- Ariodante von Georg Friedrich Händel bei der Opéra de Lausanne, 2016
- Der Titan, eine Choreografie über Mahlers erste Sinfonie für das Teatro Municipal de São Paulo, 2016
- L’elisir d’amore von Donizetti für die Opéra national du Rhin von Straßburg, 2016
- Fosca von Antônio Carlos Gomes, Teatro Municipal de São Paulo, 2016
- Il trovatore von Verdi für das Teatro Lirico di Cagliari, 2016
- Boris Godunov von Modest Musorgski für die Korea National Opera, 2017
- Lucia di Lammermoor von Donizetti für die Opéra de Lausanne, 2017
- Turandot von Puccini für das Teatro Regio di Torino, 2018
- Roméo et Juliette von Charles Gounod für das NCPA in Peking, 2018
- Ariane et Barbe-bleue von Paul Dukas für das Théâtre du Capitole von Toulouse, 2019
- Orfeo ed Euridice von Christoph Willibald Gluck, im römischen Theater von Plowdiw
- Les contes d’Hoffmann von Jacques Offenbach für die Opéra de Lausanne, 2019, dann in Tel-Aviv (2022)
- Tosca von Giacomo Puccini für das Staatstheater am Gärtnerplatz, 2019
- Nabucco von Giuseppe Verdi als Eröffnungssaison von Teatro Colón von Buenos Aires, 2020 und 2022
- Tosca von Giacomo Puccini, für das Bolschoi-Theater in Moskau, 2021
- Nabucco von Giuseppe Verdi als Eröffnung von dem Korean National Oper, 2021
- Les contes d’Hoffmann von Jacques Offenbach als neue Produktion für das Staatstheater am Gärtnerplatz, 2022
- Rusalka von Antonín Dvořák, für das Capitole-Theater in Toulouse, 2022